# Ziemiórka pleniówka
Ziemiórka pleniówka (Sciara militaris) – muchówka z rodziny ziemiórkowatych (Sciaridae), z rodzaju Sciara.
Długość do 6 mm, czarna, z odwłokiem jaskrawożółtym od spodu. Występuje głównie w wilgotnych lasach. Jej larwy są przyczyną niezwykle rzadkiego zjawiska masowej wędrówki larw o nazwie pleń.
Gatunek opisał Maksymilian Nowicki na podstawie okazów wyhodowanych w 1867 roku z larw pochodzących z plenia znalezionego w miejscowości Kopaliny pod Bochnią. Okazy te, w tym typy, przechowywane są w zbiorach Muzeum Zoologicznego Uniwersytetu Jagiellońskiego.